# Mundo Digital
El "Mundo Digital" (デジタルワールド Dejiitaru Waarudo?), o Digimundo, es un plano alternativo ficticio, creado para la franquicia Digimon. En los videojuegos, el anime y los mangas de Digimon, es un espacio virtual, creado por datos de ordenador o computadoras, ubicado en las redes de comunicaciones del planeta Tierra, y es el hábitat de OS-Tan y de las criaturas conocidas como "Digimons" o Monstruos Digitales. En la franquicia, se sabe que los humanos pueden acceder a este mundo a través de la red por medio de la digitalización de la materia, con una webcam, un escáner o el escáner de una multifunción o la cámara de fotos de un teléfono inteligente. Los Digimon también pueden cruzar hacia al Mundo Real (リアルワールド Riaru Wārudo, o 現実世界 Genjitsu Sekai) o Mundo Humano (人間界 Ningenkai) como ellos llaman a la Tierra, sintetizando proteínas y lípidos para crear sus cuerpos físicos.

## Orígenes
El origen del Digimundo varía según la continuidad en la que aparezca. Sin embargo, existen varias teorías acerca de la creación de este mundo. 
En Digimon Tamers: Brave Tamer, un juego para la Wonderswan, la consola portátil de Bandai, se cuenta que el Digimundo fue creado a principios del siglo XX por las computadoras Atanasoff Berry Computer (ABC) y ENIAC -las primeras computadoras-. ABC formaría los cimientos y ENIAC construiría sobre ellos. A medida que pasaba el tiempo, aun después de que dichas computadoras fueron desconectadas, la cadena de comunicaciones de la Tierra continuaba creciendo… y toda esa cantidad de datos se transformaron en lo que se conoce como Digimundo. Muchos Digimundos fueron creados, paralelos a las “Tierras alternativas” que existen en el Multiverso.
Otra teoría indica que Yggdrasil, la Súper Computadora de origen desconocido, fue quien creó al Digimundo. Aunque no hay fuentes que sustenten esta teoría, en la franquicia, se sabe que Yggdrasil destruyó el "Viejo" Digimundo a causa del Digital Hazard (Peligro Digital) que ocurrió cuando la capacidad del contenedor de memoria rebasó su límite y amenazó con destruir el Digimundo y toda la red en sí, y construyó un Nuevo Digimundo, con un espacio de memoria ilimitado, para poder continuar con sus experimentos.
Una última teoría indica que el Digimundo es un espacio virtual creado por los investigadores que descubrieron a los Digimon, dándoles un hábitat para así poder observarlos de cerca, pero no el mundo donde los Digimon habitan. Al teórico mundo donde los Digimon habitan se le ha dado el nombre de “Mundo Digimon” (Digimon World (デジモンワールド, Dejimon Wārudo)) para poder hacerlo más comprensible.
En Digimon Xros Wars se propone otra teoría. Según Wisemon, el Digimundo es mucho más viejo que el Mundo Humano, y puede que incluso sea anterior a la creación de la Tierra. Los humanos lograron hacer contacto con una pequeña parte del Digimundo (muy posiblemente un 5% de este), creando así la tecnología digital. Sin embargo, en dicha temporada no se explica el origen del Digimundo en sí o quién pudo haberlo creado.

## Acerca del Digimundo
El Digimundo presenta características paralelas a las de la Tierra como la geografía, parte de sus leyes básicas naturales (gravedad, etc.) y una gran variedad de climas. Sin embargo las leyes naturales pueden ser alteradas a voluntad mediante programas y el Digimundo puede sufrir cambios drásticos en tan solo segundos. Así por ejemplo, una montaña gigante puede nacer de la nada, o un crucero puede navegar en medio de un desierto. Esta maleabilidad hace que el Digimundo sea frecuentemente blanco de ataques de Digimon o humanos con malas intenciones. 
En lugar de animales, la forma de vida dominante en el Digimundo son  las OS-Tan ylos Digimon, también conocidos como los monstruos digitales, sin embargo, existen otras formas de vida digitales inferiores, como los Digi-Kamurus, seres con forma de pez que habitan los lagos, ríos y mares del Digimundo; o los Digi-Gnomes, seres capaces de modificar y crear cosas a partir de la manipulación de datos; los Bugs (o Bichos), que viven en las cavernas; los Digi-Elfs, una raza actualmente descubierta; los Digi-Tanks (o Digi-Beetles en los Digimon World), poderosos vehículos de combate con voluntad propia; y los Digi-Humans (o Analog Humans en los Digimon World), seres creados a partir de datos que poseen forma humana, pero no son ni humanos ni Digimon (ej: Gennai). 
Generalmente, los seres humanos desconocen de la existencia del Digimundo, y los pocos humanos que lo conocen son los que programaron algunos aspectos del Digimundo, o los que fueron invocados a este por algún Digimon u otro ser digital. Sin embargo, en raras ocasiones, portales dimensionales o agujeros de gusano que conectan a la Tierra y al Digimundo se abren accidentalmente, abduciendo a personas que desconocen el Digimundo en el proceso, o dejando pasar Digimon al Mundo Real. Aunque en algunas de las temporadas de la animación, el curso del tiempo transcurre paralelo al del Mundo Real, esto no se aplica para todos los Digimundos conocidos, en los cuales el tiempo transcurre de forma mucho más rápida que en el Mundo Humano (en algunos casos, mientras que en el Mundo Digital pueden pasar años, en el Mundo Real solo transcurren unas horas).

## Versiones del Digimundo
Las diferentes continuidades de Digimon se desarrollan en diferentes Digimundos, ubicados cada uno en un plano de realidad alternativo. Los aspectos básicos son los mismos, pero su naturaleza individual y los orígenes e historia del Digimundo en particular son muy diferentes.
Estándar
El Digimundo estándar es el que está basado en los manuales de los Digimon V-Pets y otra información que se publica en la página oficial de Digimon. Este Digimundo está compuesto principalmente por un enorme cuerpo de agua conocido como Océano Net, sobre el cual flotan cuatro masas de tierra: la Isla File, el Continente Fólder, el Continente WWW y la Isla de los Dioses. En el centro del Mundo Digital, oculta bajo el océano reposa una quinta masa de tierra conocida como el Área Oscura. Este Digimundo es gobernado por el Dios de los Digimon.
Digimon Adventure/Adventure 02
Este Digimundo es similar al Digimundo "estándar", pero con ciertas diferencia. Aunque la Isla File existe, el Continente Fólder es reemplazado por el Continente Server (cuando reinó el emperador de los digimon se crearon Server del Norte y Server del Sur, gobernando el primero como parte del Reino Unido de File, Oriente y Server del Norte) y el Continente WWW es conocido bajo el nombre de la "Región Oriental". Paralelas a este Digimundo, hay otras dos dimensiones: una, un mundo caleidoscópico tanto en color como en forma, que posee la energía para volver los deseos realidad, y otro, un mundo oscuro llamado Mar de las Tinieblas, que está creado por pura energía negativa y es el lugar de donde provienen los Digimon malignos. Estos tres mundos están muy paralelos a la Tierra. Este Digimundo es gobernado por las cuatro Bestias Sagradas: Qinglongmon, Zhuqiaomon, Xuanwumon, y Baihumon.
Digimon Tamers
Este Digimundo posee siete capas, que reflejan las siete capas del Modelo OSI de comunicaciones. Es el lugar donde habitan los Digimon que fueron creados por el Wild Bunch a mediados de 1980, aunque algunas otras formas de vida han evolucionado en este mundo. En las primeras edades de este Digimundo, fue atacado por el D-Reaper, un programa diseñado para destruir los datos que excedieran los límites del Digimundo (que en aquella época era tan pequeño como una memoria RAM de capacidad media). Algunas de las capas de este mundo han sido parcialmente reparadas inconscientemente por la voluntad de los Digimon que las habitaban. Sin embargo, hay dos capas totalmente reparadas: la primera es un gran desierto que posee portales de luz que sirven para viajar entre las diferentes capas (aunque no se puede saber a qué capa se es enviado), y la segunda es el reino de las cuatro Bestias Sagradas, donde se encuentra la puerta al mundo creado por el D-Reaper.
Digimon Frontier
La estructura de este Digimundo es bastante diferente a los otros, ya que toda la base de lo existente en este Digimundo está comprimida en el "DigiCode", que se encuentra en el Digicode de los Digimon, o en lugares clave de las diferentes regiones. Cada una de las regiones de este Digimundo representan a uno de los diez elementos que están ligados a los diez Guerreros Legendarios. Es el primer Digimundo que muestra la existencia de tres lunas, concepto que sería usado en las posteriores historias de Digimon. Este Digimundo es gobernado por los tres Grandes Ángeles, Seraphimon, Ophanimon y Kerpymon.
Digimon Chronicle/X-Evolution
El Viejo Digimundo (el Digimundo original que conocemos por las series de televisión) entró en colapso debido al Digital Hazard, ya que los niveles de almacenamiento de memoria fueron superados más allá del límite. Yggdrasil lo destruyó, ejecutando el Programa X. Sin embargo, Yggdrasil creó un nuevo Digimundo, pues necesitaba un hábitat para poder continuar sus experimentos con los Digimon. Este nuevo Digimundo fue creado en el exterior de Yggdrasil, asegurando así que tuviese una capacidad de almacenamiento ilimitada. Usando el “Sistema de Capas Crónicas”, el Nuevo Digimundo está dividido en tres capas o terminales, llamadas Ulud, Versandi y Skuld, que representan el Pasado, el Presente y el Futuro respectivamente, y donde los Digimon han sido organizados según sus tipos (dinosaurio, cyborg, bestia, etc.). 
Digimon Savers (Data Squad)
El Digimundo en Savers presenta varias características de los Digimundos de series precedentes. Por ejemplo, en lugar de nubes, en el cielo hay varios objetos que parecen chips de computadora, como en Digimon Tamers, y se han visto tres lunas, como en Digimon Frontier. Además, hay lugares bastante raros como un castillo de hielo en medio del bosque, o una ciudad ubicada en los costados de un precipicio, lo que recuerda a las rarezas que se vieron en el Digimundo de Adventure. Este Digimundo es gobernado por Yggdrasil.
Digimon Xros Wars (Fusion)
La forma original que tuvo el Digimundo de Xros Wars antes de iniciar la serie es desconocida, pues el Mundo Digital fue destruido y fragmentado en 108 partes o Zonas, que fueron reconstruidas por los Digimon sobrevivientes al cataclismo para poder habitarlas. Cada Zona posee un chip especial, conocido como Code Crown (Código Corona) que sirve como núcleo de dicha Zona, y quien lo posea puede manipular y recrear la Zona a su voluntad. Es posible que el núcleo del Digimundo anterior fuese un gigantesco Code Crown. Al reunir los 108 Code Crowns, el Digimundo puede ser reconstruido a voluntad por aquel que posee los chips. En el anime de Xros Wars (mas no en el manga), el villano Bagramon logra reunir los 108 Code Crowns, reconstruyendo el Digimundo en siete Tierras o islas gigantescas (conocidas como los Siete Reinos o Países), que giran en torno al núcleo del Digimundo, un colosal y oscuro Code Crown que emite energía negativa.
Digimon V-Tamer
En Digimon V-Tamer, la acción se desarrolla en el Digimundo "estándar", centrándose en el Continente Fólder, un vasto continente dividido en cinco regiones, clasificadas según las cinco familias de Digimon que representan las primeras cinco versiones del Digimon Pendulum (la segunda generación de los Virtual Pets de Digimon). Este Digimundo es gobernado por Lord Holy Angemon.
Digimon D-Cyber
En Digimon D-Cyber, la acción parece desarrollarse en la Terminal Ulud del Nuevo Digimundo. Esto se debe a que el Digivice D-Cyber es una versión china, modificada del Pendulum X japonés (la quinta generación de los Virtual Pets de Digimon), y por lo tanto el manhua (historieta china) de D-Cyber está vagamente basado en Digimon Chronicle.
Digimon Next
En Digimon Next, el Digimundo parece estar conectado al Mundo Real a través del MMORPG llamado Digimon Net. Además, existe un plano alternativo conocido como el Mundo del Sistema, donde se puede administrar el Digimundo. Este Digimundo es gobernado por Yggdrasil.
Digimon World
En cada una de las diferentes versiones de los Digimon World, se pueden ver diversas versiones del Digimundo.
- Digimon World:

La acción se centra en la Isla File, aunque muestra nuevas regiones que no fueron vistas en el anime. La Ciudad File, la urbe más importante de la isla, es dirigida por Jijimon.
- Digimon World 2:

Además de la Isla File, existen dos regiones más en este Digimundo: el vasto continente Directory y la Zona Kernel, donde se encuentra el núcleo del Digimundo. Los humanos crearon dos colonias humanas para poder vivir en el Digimundo, la Ciudad Digital, y el Domo Device, y los Digimon pacíficos habitan en lugares como el Domo de la Meditación o la Ciudad File. Este mundo fue creado por la Súper Computadora GAIA, y el único punto de conexión con el primer Digimon World es el hecho de que Jijimon sea el líder de la Ciudad File.
- Digimon World 3, Door to New Adventure:

El Digimundo en esta versión fue diseñado para un MMORPG llamado Digimon Online, creado por la empresa MAGAMI, al que solo se puede acceder desde ciertos centros de entretenimiento. Este juego está hospedado en cinco servidores, pero en el juego solo se exploran los servidores Asuka y Amaterasu. 
- Digimon World X/4

El Digimundo está ubicado en el servidor Yamato. Sin embargo, existe otro servidor, el servidor Home, donde están instalados los cuarteles generales de la D.S.G. (Digital Security Guard), una organización creada por los Digimon, cuyo objetivo es mantener la paz y el orden en el Digimundo. Como punto de conexión con Digimon World 3, durante el juego se nombra al servidor Asuka.
- Digimon Story/Sunburts/Moonlight/Lost Evolution (Digimon World DS/Dawn/Dusk/Lost Evolution):

En Digimundo aquí es muy distinto al de los Digimon World convencionales, ya que cada región está ubicada en un servidor diferente. Los humanos y los Digimon conviven en varias colonias humanas. Este Digimundo también es gobernado por Yggdrasil.

## Lugares del Digimundo
Pese a que el Digimundo cambia en cada versión. En Digimon Channel, la página oficial de Digimon, aparece un mapa oficial de este, dando a entender que quizá el Digimundo basado en los V-Pets sea el "original". Además, en las descripciones de los Digimon se nombran ciertas regiones donde estos habitan. La siguiente es una recopilación de lugares y sus descripciones tomados de la página oficial.
Océano Net
Un vasto océano que cubre en su mayoría el Mundo Digital. Se dice que la vida Digimon se originó en este océano.
Isla File
Una gran isla ubicada en la parte sur-occidental del Digimundo. Está dividida en varios sectores, cada uno con un paisaje diferente. Como en el Digimundo no existe el concepto de las cuatro estaciones, muchos de estos paisajes están programados para representar cada una. De todos los lugares del Digimundo, es el que ha sido descrito con más detalle. 
- Regiones de la Isla File:
  - Ciudad File: también conocida como el Pueblo del Inicio, es la principal ciudad de la Isla y está ubicada en el centro de esta. Tiene varios edificios, útiles para la vida y entrenamiento de los Digimon. Aquí es donde llegan los datos de los Digimon que han muerto, y se reconfiguran en Digitamas. La ciudad es liderada por Jijimon en los Digimon World y Gennai en los juegos de Wonderswan, y es protegida por Elecmon en Digimon Adventure.
  - Monte Infinito: es el monte más alto de la isla, llegando casi hasta el nivel de las nubes, por lo que su cima siempre está cubierta de nieve. En los Digimon World, su interior es la Back Dimension, mientras que en el anime hay un templo lleno de engranes en funcionamiento.
  - Back Dimension: un extraño lugar que se encuentra en una dimensión alterna de la Isla File. Está conformado por wireframes, y está dividida en forma de capas, a las cuales se puede acceder por portales a modo de ascensores. Se puede entrar a esta Dimensión por ciertos puntos de la isla, pero los portales se abren solo por ciertos periodos de tiempo y de forma aleatoria.
  - Bosque Nativo: un bosque habitado por Digimon pacíficos, al sur de la Ciudad File. Hay varios baños ubicados en puntos aleatorios del bosque.
  - Punto Coela: es una pequeña playa ubicada al sur de la Isla, que da con el Océano Net. En el anime, este lugar está lleno de cabinas telefónicas averiadas.
  - Caverna Secreta de la Bahía: una caverna habitada por los Whamon, que está oculta en alguna de las costas de la Isla File.
  - Laguna Ojo de Dragón: una inmensa laguna ubicada en la parte sur-occidental de la Isla. En el centro de la laguna hay un pequeño islote, en los cual hay una cabina de metro. La laguna tiene algunas torres eléctricas en su interior. Las leyendas de la Isla dicen que un inmenso Seadramon vive en este lago.
  - Beetle-Land: un bosque ubicado en la parte occidental de la Laguna Ojo de Dragón. Es una región habitada sobre todo por Digimon del tipo Insecto.
  - Monte Panorama: una pequeña montaña ubicada en la Llanura Gear, que es en realidad un volcán. En este monte hay una fuente de agua, la cual es pura y segura para beber, gracias a que las grandes temperaturas del volcán la mantienen limpia de gérmenes.
  - Túnel Taladro: una cadena de túneles creados artificialmente dentro del Monte Panorama. Es el hogar de los Drimogemon. Las capas inferiores del túnel están conectadas con la cámara de lava del volcán.
  - Llanura Gear: una larga y calurosa planicie con varios árboles, que ocupa casi toda la parte occidental de la Isla. Al norte hay una gran fábrica de objetos mecánicos y una montaña de chatarra. En el anime esta región es más bien desértica, con postes telefónicos en lugar de árboles, y desde el cielo se pueden ver grandes marcas de engranes en el suelo. La arena está llena de partículas metálicas.
  - Pueblo Industrial: un extraño pueblo, que en realidad es una fábrica que arma y desarma objetos mecánicos constantemente, en un círculo infinito. Es habitada por los Digimon cibernéticos.
  - Montaña Chatarra: es una montaña hecha de chatarra y basura, ubicada al norte de la Llanura Gear. Este lugar es el hogar de los Digimon "desperdicio", como Numemon o Sukamon.
  - Cañerías: una gran cadena de alcantarillados que está debajo del Pueblo Industrial. En el anime, esta cadena es más extensa, abarcando desde el Pueblo Industrial hasta el campo de Máquinas Vendedoras.
  - Pantano Geko: un húmedo pantano habitado por los Gekomon.
  - Villa Volumen: una pequeña villa en el centro del Pantano Geko. Es el hogar de Tonosama Gekomon (Shogun Gekomon).
  - Árboles Nebulosos: un espeso bosque de árboles antiguos, que está cubierto por una densa neblina es controlada por Jureimon (Cherrymon), el guardián de este bosque. En el anime, en este bosque hay un campo de Máquinas Vendedoras, totalmente vacías, que sirven de refugio a los Numemon.
  - Pueblo de los Juguetes: un pueblo construido en bloques de Lego, donde llegan los juguetes abandonados. Este pueblo es habitado en su mayoría por los Toy Agumon, y es liderado por Monzeamon.
  - Tierras Gélidas: una gran región de tundra nevada, ubicada en la región nor-oriental de la Isla. Está nevando constantemente y el suelo está cubierto de nieve. Hay algunos calefactores es esta región que sirven para dar calor a los Digimon que la habitan, al igual que varios refrigeradores con un suministro infinito de comida. En el centro de la región hay un Santuario de Hielo, donde se venera a los Digimon de tipo Ángel.
  - Gran Cañón: un profundo cañón desértico, habitado por Digimon bandidos. En lo más profundo del cañón, se encuentra la fortaleza de Ogremon. El cañón se comunica con la selva Tropical a través de un puente invisible.
  - Selva Tropical: una tupida selva, con mucha vida vegetal y señales de tránsito diseminadas por doquier. Algunos de los árboles son falsos, con cortezas holografícas, cuyo interior sirve de refugio a los Digimon. En la parte interior de esta selva, hay un pequeño bosque de manglares.
  - Bosque Amida: un pequeño bosque al sur de la Selva Tropical, donde hay gigantescos blancos de tiro. En el anime, aquí es donde esta el Templo del Digivice.
  - Antigua Región Dino: un área antigua de la isla habitada por Digimon del tipo Dinosaurio. Está dividida en dos regiones: la Región del Tiempo Glacial, donde el tiempo es más lento que en el resto del Mundo Digital (un día ahí dura dos días) y la Zona del Tiempo Rápido, donde el tiempo es el doble de rápido que en el resto del Mundo Digital (un día ahí dura 12 horas).
  - Cementerio Overdell: un cementerio habitado por Digimon malignos. Se encuentra en la región interior de la selva Tropical. En su interior esta la Mansión del Aristócrata Oscuro, que es habitada por Vamdemon.
- Regiones exclusivas del anime:
  - Aldea de las Pyokomon: una pequeña aldea ubicada en la Llanura Gear donde viven las Pyokomon. Es muy conocida por su fuente de agua pura, extraída del Monte Panorama.

Continente Folder
Un vasto continente ubicado en la región noroccidental del Digimundo. Está dividido en dos grandes regiones: un inmenso bosque y una vasta área desértica, que a su vez están divididas en varias subregiones. Cada región del continente está diseñada para representar a las cinco familias primarias de los Digimon. Según la página oficial de Digimon, aún faltan más regiones por ser reveladas. El Continente Folder de la continuidad de los V-Pets es el equivalente al Continente Server de los animes y al Continente Directory de los videojuegos.
- Regiones del Continente Folder:
  - Pueblo del Inicio: una pequeña villa donde los datos de los Digimon muertos son reconfigurados y resucitados como Digihuevos. En el anime, esta villa es habitada exclusivamente por los Koromon.
  - Castillo del Ángel Sagrado: un palacio gobernado por Holy Angemon, el regente del continente Folder. Es habitado por Digimon buenos.
  - Spiritua-Land: un gran bosque con mucha vida vegetal, y es el hogar primario de los Digimon de tipo Insecto. Junto al Valle de los Dragones, este territorio pertenece a la familia Nature Spirits.
  - Valle de los Dragones: esta región rocosa tiene una laguna interior, que desemboca en un río que da al Océano Net. Es habitado por los Digimon del tipo Dragon y Dinosaurio. Es conocida como la más peligrosa de las regiones. Junto a Spiritua-Land, este territorio pertenece a la familia Nature Spirits.
  - Bosque de las Pesadillas: un tenebroso bosque, habitado por Digimon malignos. En su interior hay un castillo encantado, rodeado de un cementerio. Este territorio pertenece a la familia Nightmare Soldiers.
  - Bahía de los Salvadores: la zona costera de la parte nor-occidental del continente, que corresponde a la costa y a un pequeño grupo de islotes cercanos. Es habitada por Digimon marinos en su mayoría. Este territorio pertenece a la familia Deep Savers.
  - Ciudad Star: una pequeña metrópolis ubicada en la región desértica del continente. Es gobernada por Starmon.
  - Imperio de Acero: un poderoso país ubicado en la región desértica, formado de la alianza de los Digimon cibernéticos y los Digimon dragones, con grandes fábricas donde los Digimon se remodelan para alcanzar la digievolución de forma acelerada. Se ha dicho que este Imperio puede llegar a suponer una amenaza para el Digimundo. Este territorio pertenece a la familia Metal Empire.
  - Hospi-Town: un pueblo que es en realidad un gran hospital para atender Digimon heridos. Está ubicado en la región desértica, y es dirigido por Jijimon.
  - Castillo de Demon: este castillo está ubicado en la región desértica, y es habitado por Digimon malignos. El gobernante de este castillo es el Rey Demonio Demon. Las leyendas dicen que este castillo perteneció antiguamente al Dios de los Digimon.

Continente WWW
Un continente tres veces más grande que el continente Folder, ubicado en la parte oriental del Digimundo. Debido a que ha sido añadido recientemente a la geografía digital, la información que existe de este continente es muy escasa.
- Regiones del Continente WWW:
  - Torre Assembler: una gran torre que llega hasta las nubes, construida en los tiempos antiguos del Digimundo. Es el hogar de Qinglongmon.

Isla de los Dioses
Una pequeña isla ubicada al norte del Digimundo, la cual tiene gran bosque cubierto por una densa neblina. Debido a que ha sido añadida recientemente a la geografía digital, la información que existe de esta isla es muy escasa.
Dark Area
El equivalente al Inframundo en el Digimundo, y en el anime se reveló que se encuentra debajo de la superficie. Al parecer se trata de una versión oscura del Digimundo, pues existe un gran océano y varias zonas de tierra, aunque no se han dado nombres de las regiones. Los Digimon malignos son originarios de este lugar, y se desconoce la profundidad de esta área. Se sabe que los castillos de Digimon como Demon o Gran Dracmon están construidos en este lugar. El Dark Area es también el lugar donde normalmente son enviados los Digimon más peligrosos.